# Ван дер Вен, Роберт
Роберт ван дер Вен (нидерл. Robert van der Veen; 26 сентября 1906, Шанхай — 18 марта 1996, Жет) — нидерландский хоккеист на траве, полевой игрок. Серебряный призёр летних Олимпийских игр 1928 года.

## Биография
Роберт ван дер Вен родился 26 сентября 1906 года в городе Шанхай в империи Цин (сейчас в Китае).
Играл в хоккей на траве за «Амстердамсе».
В 1928 году вошёл в состав сборной Нидерландов по хоккею на траве на летних Олимпийских играх в Амстердаме и завоевал серебряную медаль. Играл в поле, провёл 4 матча, забил 3 мяча (по одному в ворота сборных Франции, Германии и Испании).
Умер 18 марта 1996 года в бельгийской коммуне Жет.